# Takijualuk
Takijualuk, tidigare benämnd Glasgow Island, är en ö i Kanada.   Den ligger i territoriet Nunavut, i den östra delen av landet, 2 000 km norr om huvudstaden Ottawa.
Trakten runt Takijualuk består i huvudsak av gräsmarker.